# Phanar
Le Phanar est un quartier historique de la vieille ville d'Istanbul. Son nom provient du grec "fanari" (φανάρι), traduit en turc "fener" qui signifie « lanterne », puisqu'à l'époque byzantine, l'un des principaux monuments qui s'y trouvaient, était un grand sémaphore qui ne servait pas seulement d'amer aux navires, mais aussi de moyen de communication à grande distance (par fumées le jour et par feux la nuit, de différentes couleurs comme le décrit Skylitzès). Aujourd'hui s'élève sur cet emplacement le Fener Rum Lisesi, l'ancien Lycée grec d'Istanbul.

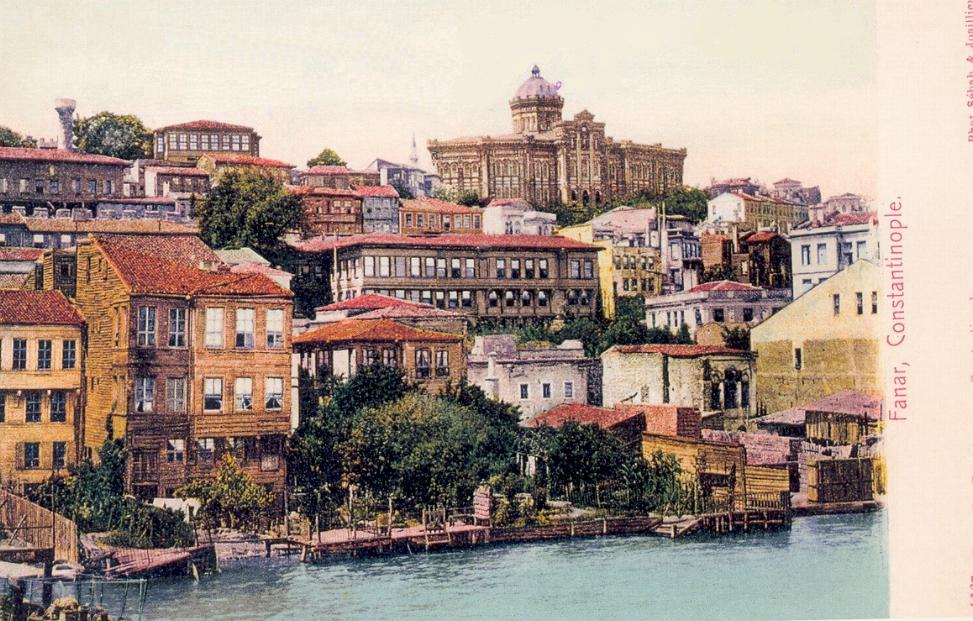
Le quartier de Phanar à Istanbul.

Le Phanar s'appelait Blachernes dans l'Antiquité et à l'époque byzantine, et correspond aujourd'hui aux quartiers d'Ayvan, Balat et Sultan Selim dans l'arrondissement « Fatih » d'Istanbul. 
Situé dans le nord de ce qui était autrefois appelée Constantinople, ce quartier pentu longe la Corne d'Or. Les Grecs qui habitaient ce quartier à l'époque ottomane étaient autrefois appelés les phanariotes : descendant en partie de l'aristocratie et de la haute bourgeoisie byzantines, ils exerçaient une influence significative dans l'Empire ottoman avant d'être progressivement éliminés et de s'expatrier dans les principautés roumaines et en Russie ; seuls restèrent des Grecs plus modestes, eux-mêmes victimes de violentes exactions lors du Pogrom d'Istanbul en 1955. Depuis, les nouveaux habitants du Phanar sont majoritairement de culture turque.
C'est dans ce quartier que se situent l'ancien lycée grec (fermé) Fener Rum Lisesi qui domine encore le quartier de sa silhouette couleur brique, et le siège du Patriarche de Constantinople, l'église Saint-Georges. Pour cette raison, on dit parfois le Phanar comme pour parler d'un Vatican orthodoxe, à ceci près que le Phanar n'a aucune autonomie territoriale et aucun pouvoir politique, même si le patriarche exerce encore de nos jours une certaine influence internationale sur la gestion spirituelle des Églises des sept conciles, et rivalise avec le patriarcat de Moscou pour la primauté synodale de l'ensemble des Églises orthodoxes. Les évêchés et métropoles orthodoxes de la Grèce du nord, des îles de l'Égée orientale et de Crète, ainsi qu'un certain nombre d'Églises orthodoxes à travers le monde, relèvent de sa juridiction ecclésiastique directe. Toutefois, cette juridiction n'est pas reconnue par le gouvernement turc, qui la considère comme un simple évêché local, et qui ne reconnaît officiellement que le patriarche orthodoxe turc, non-canonique.
Au XXIe siècle, le Phanar est, avec Galata, le quartier où résident encore la plupart des derniers chrétiens hellénophones constantinopolitains (officiellement 2 600 personnes, sur 15 millions d'habitants).